# Tac-Chivo
Tac-Chivo är en ort i Mexiko.   Den ligger i kommunen Felipe Carrillo Puerto och delstaten Quintana Roo, i den östra delen av landet, 1 200 km öster om huvudstaden Mexico City. Tac-Chivo ligger 22 meter över havet och antalet invånare är 180.
Terrängen runt Tac-Chivo är mycket platt. Runt Tac-Chivo är det mycket glesbefolkat, med 4 invånare per kvadratkilometer. Närmaste större samhälle är San Silverio, 15,4 km norr om Tac-Chivo. I omgivningarna runt Tac-Chivo växer i huvudsak städsegrön lövskog.